# 8545 McGee
8545 McGee (1994 AM1) là một tiểu hành tinh vành đai chính được phát hiện ngày 2 tháng 1 năm 1994 bởi B. G. W. Manning ở Stakenbridge.